# Pihlajavesi ja yläjuoksun pienvedet
Pihlajavesi ja yläjuoksun pienvedet este o arie protejată (arie specială de conservare — SAC, sit de importanță comunitară — SCI, arie de protecție specială avifaunistică — SPA) din Finlanda întinsă pe o suprafață de 2.592 ha, integral pe uscat.

## Localizare
Centrul sitului Pihlajavesi ja yläjuoksun pienvedet este situat la coordonatele 62°21′36″N 24°16′43″E / 62.36°N 24.2786°E.

## Înființare
Situl Pihlajavesi ja yläjuoksun pienvedet a fost declarat sit de importanță comunitară în august 1998 pentru a proteja 25 de specii de animale. Alte tipuri de protecție:
- arie de protecție specială avifaunistică (în august 1998)[2]
- arie specială de conservare (în aprilie 2015)[1][3][4]

## Biodiversitate
Situată în ecoregiunea boreală, aria protejată conține 9 habitate naturale: Lacuri și iazuri distrofice naturale, Râuri naturale fino-scandinave, Cursuri de apă de la nivel de câmpie la nivel montan, cu vegetație Ranunculion fluitantis și Callitricho-Batrachion, Mlaștini turboase de tranziție și turbării mișcătoare, Roci stâncoase cu vegetație pionieră de Sedo-Scleranthion sau Sedo albi-Veronicion dillenii, Izvoare fino-scandinave și mlaștini produse de izvoare bogate în minerale, Taiga vestică, Păduri caducifoliate de mlaștină fino-scandinave, Mlaștini împădurite.
La baza desemnării sitului se află mai multe specii protejate:
- păsări (23): rață sulițar (Anas acuta), gâscă de semănătură (Anser fabalis), rață-cu-cap-castaniu (Aythya ferina), rața moțată (Aythya fuligula), cocoșul de mesteacăn (Bonasa bonasia), bătăuș (Calidris pugnax), erete de stuf (Circus aeruginosus), lebădă de iarnă (Cygnus cygnus), ciocănitoare neagră (Dryocopus martius), Emberiza rustica, șoim de iarnă (Falco columbarius), șoimul rândunelelor (Falco subbuteo), cufundar polar (Gavia arctica), cocor (Grus grus), Hydrocoloeus minutus, pescăruș râzător (Larus ridibundus), Mergellus albellus, codobatura galbenă (Motacilla flava), corcodel-urechiat (Podiceps auritus), corcodel-cu-gât-roșu (Podiceps grisegena), chiră de baltă (Sterna hirundo),  cocoș de munte (Tetrao urogallus), fluierar de mlaștină (Tringa glareola)
- mamifere (2): vidră de râu (Lutra lutra), veveriță zburătoare siberiană (Pteromys volans)

Pe lângă speciile protejate, pe teritoriul sitului au mai fost identificate 5 specii de plante, 5 specii de păsări.